# Trịnh Khắc Phục
Trịnh Khắc Phục (chữ Hán: 鄭克復; 1400 - 26 tháng 7, 1451), còn gọi là Lê Khắc Phục, là một khai quốc công thần nhà Lê sơ trong lịch sử Việt Nam, có công giúp Lê Thái Tổ đánh đuổi quân đội nhà Minh, được Thái tổ ban hai tước Thượng trí tự và Trước phục hầu và được cho đổi sang họ Lê.
Ông cùng tham gia khởi nghĩa Lam Sơn chống giặc Minh, thuộc hàng Bình Ngô Khai Quốc Công Thần. Khi Thái Tổ Cao hoàng đế bắt tay vào công cuộc xây dựng đất nước, ông trở thành một trong những trụ cột của triều đình, được Cao hoàng đế ban bốn chữ Lê triều tham chính để ghi công trạng đóng góp cho quốc gia.
Tuy nhiên vào năm 1451, ông bị xử tử đột ngột vì tranh chấp các thế lực trong triều, cùng chết với ông là con trai Trịnh Bá Nhai và 2 cha con Thái úy Trịnh Khả. Con cháu ông bị tước bỏ hết tước phong, đất đai. Tuy không lâu sau Lê Nhân Tông đã ban lại đất đai cho hậu duệ của ông, nhưng tội danh vẫn không hoàn toàn rửa sạch.
Đến đời Lê Thánh Tông, con cháu của ông được phục hồi đất đai và danh dự, được ghi nhận chiến công giúp triều đình và quốc gia. Các hậu duệ về sau đã di cư về làng Vân Đô, xã Đông Minh, huyện Đông Sơn, tỉnh Thanh Hóa lập nghiệp, và đã xây nhà thờ tổ ở đó cho đến ngày nay.

## Thân thế
Trịnh Khắc Phục người làng Thủy Chú, huyện Lôi Dương, tỉnh Thanh Hoa (nay là làng Thủy Chú, xã Xuân Thắng, huyện Thọ Xuân, tỉnh Thanh Hóa), là con ông Trịnh Nhữ Lượng (鄭汝亮), mẹ là Quốc trưởng công chúa Lê Ngọc Tiên (黎玉躚), chị ruột của Thái Tổ Cao hoàng đế.
Theo gia phả, cụ tổ của họ Trịnh Thủy Chú là Trịnh Thậm (鄭葚), nguyên quán xã Cổ Cừu, huyện Đông Sơn, đi chơi đến xã Thủy Chú, thấy đất đai ở đó bằng phẳng, rộng rãi, rừng núi rậm tốt, ruộng vườn béo tốt, xây dựng nhà cửa ở đó. Chỉ sau 3 năm thành cơ nghiệp. Người lấy vợ là bà Lê Thị Hống (黎氏蕻), sinh con trai là ông Trịnh Thảm (鄭菼), về sau được tặng tước Hiến quốc công (憲國公). Ông Trịnh Thảm lấy bà Lê Thị Lâm (黎氏林), sinh được 4 người con trai. Con đầu là ông Trịnh Sai (鄭倩). Ông Trịnh Sai lấy bà Lê Thị Náo (黎氏鬧), sinh người con trai đầu lòng là ông Trịnh Thốn (鄭忖) và người con gái thứ là Trịnh Ngọc Thương (鄭玉蒼). Ông Trịnh Thốn được tặng tước Diên Chu hầu (衍朱侯), về sau lấy bà Lê Thị Thai (黎氏台), sinh được hai người con trai. Trai đầu là Nhữ Lượng, thứ là Di.
Bà Trịnh Ngọc Thương về sau lấy Tuyên Tổ hoàng đế Lê Khoáng (黎曠), sinh ra được Thái Tổ Cao hoàng đế Lê Lợi. Khi mất được đời sau tôn phong làm Trinh Từ Ý Văn Trang Hiến hoàng hậu (貞慈懿文莊獻皇后).

## Sự nghiệp

### Công thần khai quốc
Tháng 2, năm Mậu Tuất (1418), Lê Lợi dựng cờ khởi nghĩa tại Lam Sơn. Ông cùng 50 người khác được cử làm tướng văn tướng võ chia nhau đốc suất đội quân Thiết đột ra đánh đuổi giặc Minh. Vương Thông phái các tướng là Trần Trí, Sơn Thọ đem quân đi đàn áp. Lê Lợi cùng với các tướng tá phục kích vây hãm quân giặc, bắt sống được hơn nghìn tên. Lúc ấy, ông Trịnh Khắc Phục theo Lê Lợi đánh giặc, chỉ mất một ngày một đêm phá được ba thành của giặc. Ông lại qua Nghệ An, Thuận Hóa hỗ trợ các cánh quân khác của ta, rồi lại trở về vùng Giang Bắc, đóng quân trên sông Bồ Đề, sai quân làm thuyền bè, vượt qua Đông Đạo đánh tan quân giặc ở các thành. Xong việc, ông trở về Lam Sơn báo cáo với Lê Lợi.
Quân Minh đại bại khắp nơi, chỉ còn tổng binh Vương Thông đóng ở Đông Quan. Thông chia quân ra cố thủ rồi sai người về xin quân tiếp viện. Ngày 12 tháng 6 năm Mậu Thân (1428), tướng nhà Lê là Trần Lựu, Lê Bôi đem quân đánh tan, tiêu diệt hơn một nghìn tên. Bọn giặc bị thua chạy. Hoàng đế nhà Minh lại sai tên tổng binh An Viễn hầu Liễu Thăng cùng với Kiềm quốc công Mộc Thạch, Bảo Định bá Lương Minh, đô đốc Thôi Tụ, thượng thư Lý Khánh, Hoàng Phúc làm viện binh. Liễu Thăng lĩnh 10 vạn quân theo Khâu Ôn mà sang, Mộc Thạch lĩnh 5 vạn quân theo đường từ Vân Nam tiến đến.
Ngày 18 tháng 9, ông Trịnh Khắc Phục lĩnh 1 nghìn quân kéo thẳng đến ải Chi Lăng phục sẵn ở chỗ hiểm yếu rồi sai Trần Lựu đem quân ra khiêu chiến trước, giả thua bỏ chạy. Liễu Thăng thân chính đốc quân đuổi theo. Chờ cho Liễu Thăng đến chỗ quân ta phục kích, ông Trịnh Khắc Phục cùng với các tướng bốn bề nổi dậy, chém được Liễu Thăng, Lý Khánh, lũ giặc tan tác. Ta viết tờ thư tuyên truyền thắng lợi của ta và sự đại bại của Liễu Thăng cho Mộc Thạch nghe. Quân và tướng Mộc Thạch rất sợ hãi, kéo quân trở về.
Năm Thuận Thiên thứ nhất (1428), Lê Lợi lên ngôi hoàng đế, ngài cùng với các tướng thề rằng:: "Sông Hoàng Hà như dải lạu, núi Thái Sơn như đá mài, nước nhà còn mãi, đến dòng dõi con cháu mãi mãi, vua tôi đồng lòng hợp lực đánh tan quân Ngô để yên thiên hạ, làm Đế nước nam, muôn đời sau vẫn mãi ghi nhớ công trạng của những bề tôi có công đánh giặc dựng nước và đề hưởng tên vinh, lưu truyền muôn đời, phong tước ghi công, ban ruộng ăn lộc, con cháu đời đời vẫn hưởng thành tích công thần của cha ông, nhà vua không dám nói sai. Nếu sau này, nhà mua không ghi nhớ công lao của những người có công bình giặc đã có trời đất và núi sông chứng giám lời thề."".
Ông Trịnh Khắc Phục cùng với các tướng có công bình Ngô khai quốc được phong tước là Tả kim Ngô vệ thôi trung tá lý Dương Vũ công thần và được ban quốc tính, về sau sử gọi ông là Lê Khắc Phục (黎克復). Ông vâng mệnh Thái Tổ cùng nhà Minh lập cột đồng để phân định biên giới giữa hai nước ta và nhà Minh.
Khi lập đồng trụ, có lời thề rằng: "Giao Chỉ chi a, Đại Minh như hà, tự kim hướng hậu, mạc cử can qua, Thiên triều, Nam Việt, lưỡng quân tướng hòa, nhược công tiểu quốc, thiên thượng tồi phá, An Nam tiến phụng, bị lễ hương hoa, thiết lập đồng trụ, lưu truyền Lê gia.". Nghĩa là: "Quận Giao Chỉ như trái núi, nhà Đại Minh như con sông, từ nay về sau không đánh nhau. Nhà Minh, Việt Nam hai nước giao hòa. Nếu đánh nước nhỏ, trời sẽ xử phạt. Hàng năm nước An Nam tiến cống hương hoa. Nay dựng cột đồng, lưu truyền cho con cháu nhà Lê."
Thái Tổ hoàng đế phong cho ông Tiền tổ có công, kính chịu phong tước: Ngoại hoàng Lê phái Bình Ngô Khai Quốc sung trung dực vận hiệp mưu đồng đức tĩnh nạn kiệt tiết tuyên lực công thần Bình chương quân quốc Binh bộ Thượng thư, Chưởng triều Tham kiến quốc chính Nhập nội Kiểm sát Tổng tri tôn chính, tước hiệu Ngọc Sơn hầu (玉山侯).

### Biếm chức và phục vị
Năm 1433, Thái Tổ Cao hoàng đế băng hà, Thái Tông hoàng đế lên kế vị. Do ấu đế còn nhỏ, Đại tư đồ Lê Sát nắm trọn quyền lực triều đình. Lê Sát có tư thù với Lưu Nhân Chú, người anh em cùng mẹ với Khắc Phục nên bãi chức Nam Đạo Hành khiển của ông, mà gián làm Phán đại tông chính.
Năm 1437, tháng 6, Thái Tông lại phong ông làm Bắc đạo quân dân bạ tịch, cùng năm đó Thái Tông giết Tư mã Lê Sát,chính thức lấy lại quyền hành. Tuy nhiên tháng 8 năm đó, ông phạm tội dùng người không đúng, khiến Thái Tông rất giận, tuy nhiên do là hoàng thân quốc thích, Thái Tông chỉ biếm ông 1 tư.

### Lương thần triều đình
Năm 1442, Thái Tông hoàng đế đột ngột qua đời, Nhân Tông lên kế vị, Nguyễn thái hậu trở thành nhiếp chính. Lúc này, tước vị của ông là Nhập nội thiếu phó tham dự triều chính. Con trai trưởng của ông là Trịnh Bá Nhai được cưới An Nam công chúa (安南公主).
Ngày 22 tháng 1, năm 1446, ông được cử cùng Lê Thụ, Trịnh Khả đem 60 vạn quân đi đánh Chiêm Thành. Bấy giờ chúa Chiêm là Bí Cai hay đem quân quấy nhiễu, Thái hậu ra lệnh đi đánh. Ngày 25, các cánh quân đều đánh đến thành Đồ Bàn, phá hủy gần hết, bắt chúa Bí Cai cùng phi tần, voi, ngựa, vũ khí, nhiều không kể xiết. Cũng lúc này ông được phong Đặc tiến nhập nội Tư khấu Đồng bình chương sự.
Tháng 4, năm 1448, Tư khấu Khắc Phục được sai chủ trì tiệc ở Sứ quán, đón tiếp sứ thần Chiêm Thành. Bấy giờ, Nguyễn Hữa Quang từ Chiêm Thành trở về. Sứ thần Chiêm Thành là bọn Bân Đối Thêm, Chiêm Thấp mang quốc thư và lễ vật cống cùng đi theo bọn Hữu Quang sang ta. Ban mũ đai, y phục cho chúa cũ của Chiêm Thành là Bí Cai và cho y dự yến. Sau việc tiếp đãi, Thái hậu lấy ông làm Đề hiệu Quốc tử giám, giám sát các cuộc thi cử.
Tháng 6 năm đó, Thái hậu thả Đinh Liệt ra khỏi nhà lao. Vào năm 1444, có người vu cáo ông phạm tội, Nguyễn thái hậu sai giam dưới hầm. Lúc này, ông Trịnh Khắc Phục và An Nam công chúa đã vào tâu rất khẩn thiết, xin Thái hậu rộng ơn nới phép cho nên Đinh Liệt mới được tha.
Bấy giờ, việc thi cử có nhiều tiêu cực, nhiều quan giám khảo ăn của đút lót khiến cho việc chọn người hiền tài mất chính xác. Trước tình hình đó, Trịnh Khắc Phục đã dâng sớ tâu cho Thái hậu đề nghị bắt các khảo quan phải uống máu ăn thề. Tục lệ các quan giám khảo phải ăn thề bắt nguồn từ đó, nhưng việc hối lộ vẫn không thể nào dứt được.
Năm đó, lấy những người ngự thí thích hợp cách là bọn Đặng Duy Khiêm 33 người sung làm giám sinh Quốc tử giám. Theo lệ thi hàng năm thì học trò các lộ đến thi ở bản đạo, chỉ những thí sinh đồ hợp cách đỗ hương cống mới được sung làm giám sinh, còn quân dân đỗ hương cống thì không được sung làm giám sinh, vẫn chỉ là hương cống. Đến đây, Tư khấu Trịnh Khắc Phục mới xin lấy quân dân đỗ hương cống là bọn Duy Khiêm sung làm giám sinh, mà những sinh đồ đỗ hương cống lại không được vào Quốc tử giám. Dư luận bấy giờ rất ngờ có ăn hối lộ trong chuyện đó.
Tháng 2 năm 1449, ông được cử chỉ huy các cục Bách tác, quân vệ thiên quan, tứ sương và quân dân trấn Thái Nguyên đào lại sông Bình Lỗ. Con sông dài 2500 trượng từ vùng Đáp Cầu đến Sóc Sơn, được thông với Bình Than, đã góp phần mở rộng mạng lưới giao thông và hệ thống tưới tiết trong trấn Thái Nguyên.

### Vu cáo và qua đời
Ngày 26 tháng 7, năm Tân Mùi (1451), niên hiệu Thái Hòa thứ 9, Trịnh Khắc Phục cùng con là Phò mã đô úy Trịnh Bá Nhai; Thái úy Trịnh Khả cùng con là Trịnh Quát bị Nguyễn thái hậu xử tử, đương thời cho rằng những người này bị oan.
Năm 1453, Nhân Tông hoàng đế bắt đầu đích thân trông coi chính sự, minh oan cho ông và cấp cho con cháu máy chục mẫu quan điền.

## Con cái
Trịnh Khắc Phục có tám người con trai cùng 6 người con gái.
1. Trịnh Bá Nhai (鄭播涯), được phong Phò mã đô úy, bị giết năm 1451 cùng Trịnh Khắc Phục.
2. Trịnh Trọng Ngạn (鄭仲彥), đời Thánh Tông hoàng đế giữ chức Tứ Vệ quân. Đi theo hộ giá hoàng đế đến Lạng Sơn, được phong Hộ phù Dực Vận công thần, Phụ quốc Nam quân Đô đốc phủ, Phó tướng Thái uý, tước Dụ Ân hầu (裕恩侯). Ông sinh ra Trịnh Duy Thuân, Trịnh Duy Sản và Trịnh Duy Đại.
3. Trịnh Trọng Phong (鄭仲峯), đời Thánh Tông hoàng đế phong làm Dực vận công thần Trung quân Đô đốc phủ, kiêm Đô đốc thiêm sự Tôn nhân phủ hữu tôn chính. Ông sinh ra Huy Từ Kiến hoàng hậu, nên truy phong thêm làm Hiển Nghĩa vương (顯義王).
4. Trịnh Thúc Thông (鄭儵通), đời Thánh Tông hoàng đế phong làm  Phụ quốc Dực vận công thần Đông quân Đô Đốc phủ, kiêm Tứ vệ quân Thiêm sự Tri tôn nhân phủ hữu tôn chính, tước Hiển Khang hầu (顯康侯). Về sau phong chức Thái úy, tước Đề quốc công (禔國公).
5. Trịnh Thúc Tùng (鄭儵松), đời Thánh Tông hoàng đế phong làm Dực vận công thần đại tướng quân, tước Thanh Đô hầu (清都侯). Về sau lại phong thêm chức Thái uý, tước Vinh quốc công (榮國公).
6. Trịnh Đại Hưng (鄭大興), đời Thánh Tông hoàng đế phong làm Phụ quốc Dực vận công thần đô đốc, kiêm Tiến Hưng hầu (進興侯). Về sau phong làm Thái úy, tước Huyên quốc công (儇國公).
7. Trịnh Như Sơn (鄭如山), đời Thánh Tông hoàng đế phong làm  Bình chương Liệt triều đại phu, tước Dụ Nghĩa hầu (裕義侯). Có công hộ giá đánh Chiêm Thành, Xiêm La, được phong Dực Vận công thần Cẩm Y vệ đô chỉ huy sứ, chức Thái bảo, tước Dụ quốc công (裕國公).
8. Trịnh Quý Nham (鄭季巖), đời Thánh Tông hoàng đế phong làm Phụ quốc Dực vận công thần, Nam quân Đô đốc chưởng phủ kiêm Tứ vệ quân Thái bảo, tước Quang Hưng hầu (光興侯).

## Tước phong
Trịnh Khắc Phục đã được ban huân tước và giữ các chức vụ sau:
- Đời Thái Tổ Cao hoàng đế: Kim tử Vinh lộc đại phu, Thượng trí tự, Trước phục hầu.
- Đời Thái Tông Văn hoàng đế: Nam Đạo Hành khiển, Phán đại tông chính, Bắc đạo quân dân bạ tịch.
- Đời Nhân Tông Tuyên hoàng đế: Nhập nội thiếu phó tham dự triều chính, Đặc tiến nhập nội Tư khấu Đồng bình chương sự, Đề điệu Quốc tử giám.

Huân tước và chức quan cụ thể như sau:
- Kim tử Vinh lộc đại phu: Hàm tản quan – quan chỉ có hàm chứ không có chức - có Kim tử vinh lộc đại phu, trật Chánh nhất phẩm văn ban.
- Thượng trí tự: Huân phong thời Lê, hạng nhất cho quốc tính làm Kim lộc đại phu Tả kim ngô vệ Đại tướng quân; gồm 3 bậc: Trí tự, Đại trí tự và Thượng trí tự.
- Trước phục hầu: Tước hầu, có 9 bậc. Trước phục hầu là bậc thứ 9.
- Phán đại tông chính: Quan cao kiêm chức quan thấp gọi là phán, Đại tông chính là chức quan giữ việc hội họp tông thuộc.
- Đặc tiến: Danh hiệu cấp cho những người có địa vị đặc biệt trong liệt hầu.
- Nhập nội: Những đại thần có thêm chữ Nhập nội là chức quan được vua thân tín.
- Nhập nội Thiếu phó: Là một trong Tam thiếu, gồm Thiếu sư, Thiếu phó và Thiếu bảo, Trật Chánh nhị phẩm nếu là bên văn, Tòng nhất phẩm nếu là bên võ.
- Tư khấu: Là chức trưởng của hình quan.
- Đồng bình chương sự: Cách gọi tên của hàng Tể tướng.
- Nam Đạo Hành khiển: Nhà Lê chia nước ta làm 5 đạo, đứng đầu các đạo là quan Hành khiển. Hành khiển ở các đạo thuộc hàng Nhập nội đại hành khiển trong triều, dưới Tể tướng.
- Đề điệu Quốc tử giám: Chức quan đứng đầu trường thi, Chánh chủ khảo, thường dùng đại thần, gọi là Đề điệu.

## Truy phong
Năm Hồng Đức thứ 17 (1486), Thánh Tông Thuần hoàng đế tặng chức Thái bảo, tước Ngọc quận công (玉郡公).
Năm Cảnh Thống thứ 3 (1500), Hiến Tông Duệ hoàng đế phong tước Dực hữu công thần tạc tự Thượng trụ quốc, lại phong thêm tước Thái úy, tước hiệu An quốc công (安國公).
Tháng 10, năm Đức Nguyên (1674), Gia Tông Mỹ hoàng đế lại phong Phúc thần trung đẳng Đại vương.
Ngày 13 tháng 3, niên hiệu Cảnh Hưng thứ 31 (1770), Hiển Tông Vĩnh hoàng đế ngự giá tuần hành đến ấp thang mộc, lại bao phong mỹ tự Thượng Đẳng Phúc Thần đại vương.
Vào triều đại nhà Nguyễn, từ Thế Tổ Cao hoàng đế đến Hoằng Tông Tuyên hoàng đế, triều đình nhiều lần gia phong không chỉ cho chi trưởng mà còn cho tất cả các chi thờ phụng cụ Trịnh Khắc Phục trên các tỉnh Thanh Hóa (huyện Nông Cống, huyện Triệu Sơn, huyện Đông Sơn, huyện Thọ Xuân), tỉnh Hà Tĩnh, Hà Nam.